# Fouilleren

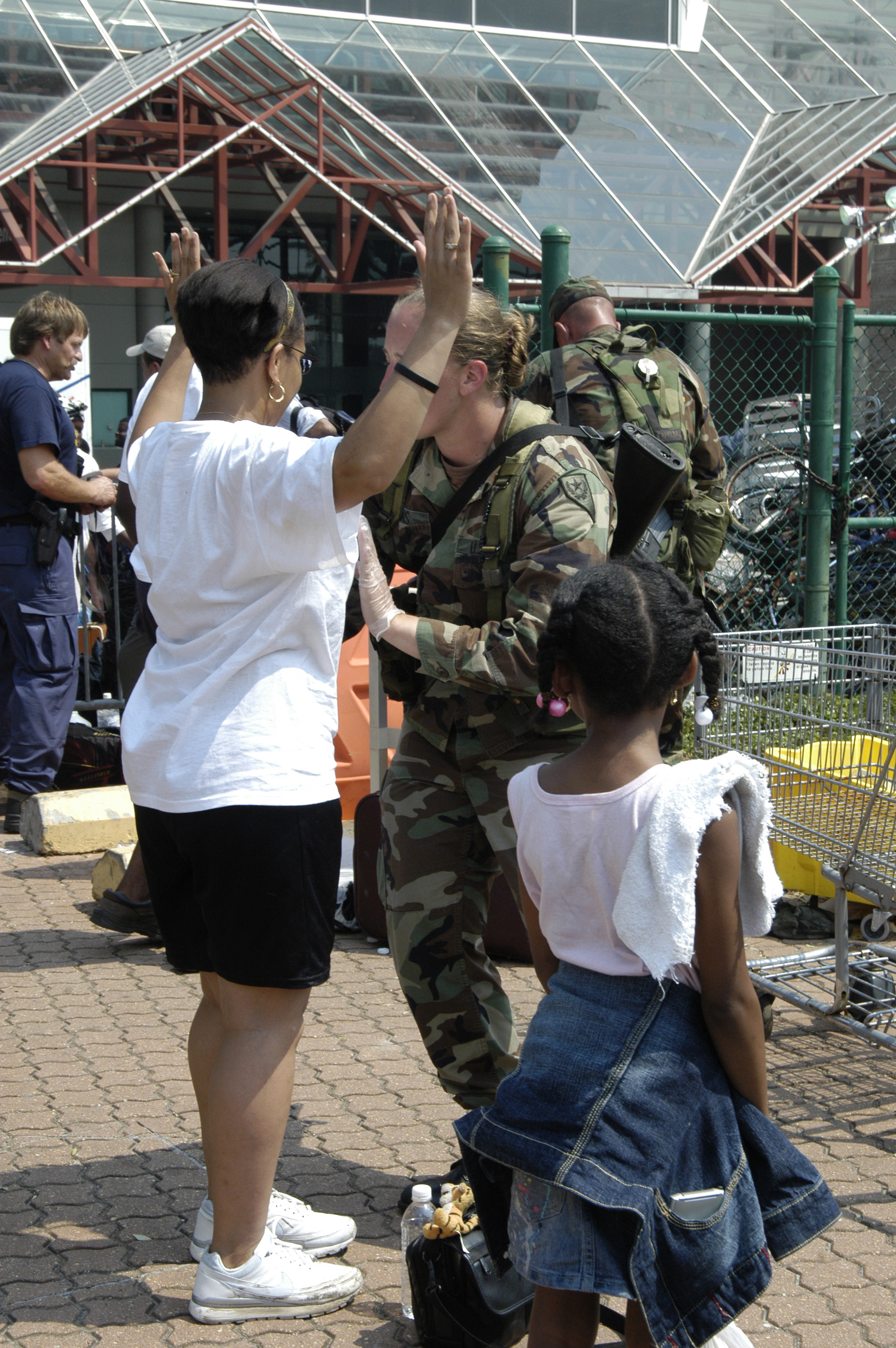
Een vrouw wordt gefouilleerd

Fouilleren is het doorzoeken van iemands kleren of zakken. De wettelijke term hiervoor is een "Onderzoek aan de kleding"

## Situatie in Nederland

### Vrijwillig laten fouilleren
Soms wordt mensen verzocht zich te laten fouilleren voordat ze ergens naar binnen mogen. Men is niet verplicht dit toe te staan, maar bij weigering kan wel de toegang ontzegd worden. In uitgaansgelegenheden probeert men zo wapens te weren, bij concerten tracht men op deze wijze meegenomen drank of opnameapparatuur buiten de deur te houden. Op vliegvelden geldt ook dat wie niet gefouilleerd wil worden dan geen toegang krijgt tot het vliegtuig. Inwendig onderzoek kan onderdeel zijn, bijvoorbeeld bij vermoeden cocaïnesmokkel middels ingebrachte bolletjes. Op vliegvelden worden securityscans ('veiligheidsonderzoeken') uitgevoerd.

### Fouilleren door opsporingsambtenaar
In het strafrecht is fouilleren geregeld in het Wetboek van Strafvordering en de Wet wapens en munitie. De strafrechtelijke situatie is vrij streng.
Fouilleren is het 'aan zijn kleding onderzoeken' uit artikel 55b Sv. Er moet sprake zijn van een verdenking van een strafbaar feit (in de zin van artikel 27 Sv.) en fouillering kan alleen plaatsvinden als dat nodig is om de identiteit vast te stellen.
Als er sprake is van 'ernstige bezwaren' mag ook 'in het belang van het onderzoek' gefouilleerd worden (art. 56 Sv.). Dat begrip wordt niet gedefinieerd in de wet en is in de jurisprudentie verder ingevuld. Het mag alleen gebeuren na de aanhouding van de verdachte en het moet in het belang van het onderzoek zijn. In het algemeen is hier toestemming van de officier van justitie voor nodig. Lid 4 van het genoemde artikel geeft de ambtenaar die een verdachte heeft aangehouden ook de mogelijkheid om hem zonder toestemming te fouilleren.
Er moet dus een goede reden zijn om iemand te kunnen fouilleren, zeker als hij zich kan legitimeren.
De Wet Wapens en Munitie en regelt in artikel 50, 51 en 52 vergelijkbare bevoegdheden specifiek ten aanzien van onderzoek naar wapens.

### Preventief fouilleren
Preventief fouilleren is fouilleren zonder dat er een verdenking tegen de persoon in kwestie bestaat. Voor 2002 bestond er alleen op vliegvelden de mogelijkheid om preventief te fouilleren (artikel 52, derde lid Wet Wapens en Munitie). Preventief fouilleren wijkt daardoor af van het uitgangspunt dat burgers slechts bij verdenking in de zin van artikel 27 Wetboek van Strafvordering zich opsporingshandelingen moeten laten welgevallen.
Kamerlid Van de Camp kwam in 1999 met een voorstel de Gemeentewet en de Wet wapens en munitie te wijzigen in verband met de bestrijding van wapengeweld.
(Kamerstukken 26865). Na behandeling in het parlement is het wetsvoorstel uiteindelijk, in enigszins gewijzigde vorm, aangenomen. Het nieuwe wetsartikel stond in de Gemeentewet artikel 151b. De nieuwe wet werd op 15 september 2002 van kracht.
In de Gemeentewet staat nu dat de gemeenteraad een verordening kan aannemen die de burgemeester toestaat een gebied aan te wijzen als veiligheidsrisicogebied. De Burgemeester kan tot zo'n aanwijzing overgaan bij verstoring van de openbare orde door de aanwezigheid van wapens, dan wel bij ernstige vrees voor het ontstaan daarvan. De aanwijzing moet ook de geldigheidsduur vaststellen: het mag niet langer dan strikt noodzakelijk. Een gebied permanent aanwijzen als veiligheidsrisicogebied is dus in strijd met de wet. Veiligheidsrisicogebieden zijn plaatsen die naar bestemming of vast gebruik voor iedereen toegankelijk zijn, met hoog risico op dreigingen met vuurwapens en geweldsdelicten. Voorbeelden zijn:
- Concentraties van uitgaansgelegenheden, die in de avond en nacht uit het oogpunt van openbare orde en veiligheid een bijzondere gevaarzetting met zich meebrengen
- Grote (sport)manifestaties met een verhoogd risico voor de openbare orde en veiligheid
- Gebieden met een voortdurende drugsoverlast

Op de BES-eilanden kan de eilandsraad bij eilandverordening op grond van artikel 155 van de WolBES de gezaghebber de bevoegdheid verlenen om veiligheidsrisicogebieden aan te wijzen.
Binnen deze veiligheidsrisicogebieden kan de officier van justitie gelasten dat preventief gefouilleerd wordt en vervoermiddelen en bagage onderzocht worden op de aanwezigheid van wapens. Dat gebeurt op grond van de artikelen 50, 51 en 52 van de Wet wapens en munitie. Het kan gaan om:
- Het (preventief) doorzoeken van vervoermiddelen
- Het doorzoeken van kleding
- Het vorderen dat verpakkingen die men bij zich draagt worden geopend.

Het bevel van de officier van justitie kan niet langer dan 12 uur gelden. In praktijk worden deze handelingen gepleegd door de politie.
Op de Nederlandse vliegvelden heeft de Koninklijke Marechaussee de verantwoordelijkheid over het fouilleren van burgers. Schiphol is aangewezen als een veiligheidsrisicogebied. Dit betekent dat overal op Schiphol preventief gefouilleerd mag worden.

### Spoedeisend preventief fouilleren
In 2014 is artikel 174b aan de Gemeentewet toegevoegd om spoedeisend preventief fouilleren mogelijk te maken. In dat geval hoeft de gemeenteraad niet vooraf in een verordening op te nemen dat de burgemeester toestemming heeft veiligheidsrisicogebieden aan te wijzen. Daardoor kan het instrument preventief fouilleren sneller en gerichter worden ingezet, als reactie op een plotseling, concreet incident waar dan ook in de gemeente. De burgemeester kan dus zonder machtiging van de gemeenteraad, maar alleen na overleg in de 'driehoek' met het openbaar ministerie en de politie, een veiligheidsrisicogebied aanwijzen als er sprake is van een onvoorziene spoedeisende situatie, die onmiddellijke inzet van preventief fouilleren ter handhaving van de openbare orde rechtvaardigt. De aanwijzing geldt voor korte duur. De officier van justitie moet een bevel voor het houden van een fouilleeractie geven. De burgemeester moet de gemeenteraad zo snel mogelijk informeren over de inzet, maar dit mag ook na afloop van de fouilleeractie.

## Situatie in België
Er moet het onderscheid gemaakt worden tussen een fouilleringen in het raam van de 'Wet op het politieambt' en fouilleringen buiten het raam van de 'Wet op het politieambt'.

### Binnen het raam van de Wet op het politieambt
Politionele fouillering wordt geregeld door art. 27-29 van de Wet op het politieambt. Wanneer de andere methoden niet toereikend zijn, kan een naaktfouillering worden uitgevoerd, desnoods onder dwang. Dit is gebonden aan strikte voorwaarden en moet gradueel gebeuren, zodat de persoon steeds bedekt blijft door de onder- dan wel de bovenkledij.

#### Veiligheidsfouillering
Een veiligheidsfouillering is een fouillering door de bestuurlijke politie, waarbij elke opsporingsambtenaar een persoon kan fouilleren om te controleren of hij geen wapen, of een ander gevaarlijk voorwerp, bij zich draagt of vervoert.
De fouillering is het zoeken in, op of onder de kleding van een persoon of de controle van de bagage van die persoon. Ze wordt in principe uitgevoerd door een opsporingsambtenaar van hetzelfde geslacht. Indien dit door omstandigheden niet mogelijk is, mag de fouillering worden uitgevoerd door een opsporingsambtenaar van het andere geslacht.
De veiligheidsfouillering mag nooit langer duren dan noodzakelijk, met een maximum van één uur.
De fouillering is mogelijk in de volgende gevallen:
- bij een persoon die aan een identiteitscontrole wordt onderworpen
- bij een persoon die bestuurlijk of gerechtelijk van zijn vrijheid is beroofd
- bij een persoon die aan bepaalde (geplande) risicovolle bijeenkomst deelneemt
- bij een persoon die toegang heeft tot bepaalde plaatsen waar de openbare orde wordt bedreigd (bijvoorbeeld een bezoeker van het gerechtsgebouw tijdens een gevoelig proces)
- in het kader van internationaal vervoer (bijvoorbeeld internationale treinen)

#### Gerechtelijke fouillering
Bij deze fouillering worden het lichaam van de persoon, zijn kleren, zijn bagage en eventueel ook zijn voertuig onderzocht.
De gerechtelijke fouillering heeft tot doel overtuigingsstukken of bewijsmateriaal in verband met een bepaalde vooraf gekend misdrijf, of een ernstig vermoeden hiervan, op te sporen en in dat geval in beslag te nemen.
De fouillering mag niet langer duren dan noodzakelijk, met een maximum van zes uur. De gerechtelijke fouillering gebeurt onder de verantwoordelijkheid en overeenkomstig de richtlijnen van een officier van gerechtelijke politie.
Een gerechtelijke fouillering is mogelijk in de volgende gevallen:
- bij personen wanneer een misdrijf wordt vastgesteld
- bij personen wanneer er redelijke en objectieve redenen zijn om aan te nemen dat een misdrijf werd of zal worden gepleegd

#### Fouillering voor opsluiting in de cel
Deze fouillering kan kaderen in opdrachten van gerechtelijke of bestuurlijke politie.
Deze fouillering bestaat erin zich ervan te vergewissen dat de persoon niet in het bezit is van voorwerpen of stoffen die gevaarlijk zijn voor hemzelf of voor anderen, of van die aard zijn een ontsnapping te vergemakkelijken.
Ze mag niet langer duren als noodzakelijk. Er is geen maximumtermijn bepaald.
Ze kan uitgevoerd worden door om het even welke politieambtenaar, maar ook door niet-politieambtenaren (bijvoorbeeld administratief personeel) en zelfs door burgers.

### Buiten het raam van de 'Wet op het politieambt'

#### Fouillering in het raam van 'wet op de private veiligheid'
De wet op de private veiligheid bepaalt dat de controle van kledij en goederen van personen door bewakingsondernemingen of interne bewakingsdiensten verboden zijn, uitgezonderd:
- bij toegangscontrole; fouillering is uitsluitend gericht op het opsporen van wapens of gevaarlijke voorwerpen
- bij uitgangscontrole; fouillering is uitsluitend gericht op het voorkomen of vaststellen van ontvreemding van goederen

De voorwaarden zijn duidelijk: enkel met het oog op het verzekeren van de veiligheid, door bewakingsagenten van hetzelfde geslacht, enkel indien persoon zich vrijwillig onderwerpt en ten slotte mag het niet systematisch gebeuren.
Veiligheidsagenten van de openbaar-vervoersmaatschappijen mogen enkel overgaan tot veiligheidscontrole (geen fouillering), door de kleding oppervlakkig te betasten en de bagage te controleren met het oog op het opsporen van wapens of gevaarlijke voorwerpen.
Dit impliceert dus, bij gebrek aan een mogelijkheid tot inbeslagname, dat de veiligheidsagenten de komst van de politie moeten afwachten, die het gevaarlijk voorwerp in beslag zullen nemen.

#### Fouillering bij voetbalwedstrijden
Stewards mogen dankzij de Voetbalwet (d.d. 21-12-1998) de toeschouwers verzoeken zich vrijwillig aan een oppervlakkige controle van kleding en bagage te onderwerpen. De stewards kunnen om afgifte van die voorwerpen verzoeken.
Wanneer wordt vastgesteld dat een persoon in het bezit is van een gevaarlijk voorwerp, kan de toegang tot het stadion ontzegd worden.

#### Fouillering in de luchtvaart
De gezagvoerder van een vliegtuig kan aan de bevoegde personen de opdracht geven een veiligheidscontrole te verrichten bij de personen die op het punt staan zich in te schepen (in zijn vliegtuig).
Bij onwettige weigering of verzet kan de toegang aan boord ontzegd worden.

#### Fouillering in strafinrichtingen
Iedereen die de omheining van een strafinrichting binnenkomt, moet door een metaaldetector gaan en (eventueel) andere veiligheidscontroles ondergaan, zonder dat het schaamtegevoel gekwetst wordt.
Ook de gedetineerde mag, wanneer het noodzakelijk is, aan zijn kledij onderzocht worden en indien nodig kan er een fouillering op het lichaam bevolen worden.

#### Fouillering en dopingonderzoek
Iedereen die aangewezen is door de wet met het oog op het uitvoeren van een dopingcontrole, mag de kledij, uitrusting en bagage van de sporter en zijn begeleider controleren. Bovendien mogen er monsters genomen worden van de urine, drank, voedsel en andere substanties in het bezit van de sporter of de begeleider.

#### Fouillering en douane
Douaneambtenaren zijn bevoegd om vervoermiddelen en personen (die men verdenkt) te onderzoeken, om na te gaan of er geen sprake is van een onwettige invoer, uitvoer, doorvoer of vervoer. Bij personen heet dit lijfsvisitatie en dit is geregeld in artikel 1:28 van de Algemene douanewet. Er zijn mogelijkheden (A t/m E) hoe en wat de Douane kan en mag. Voor de letters A t/m C geldt dat onder het regime van proportionaliteit en subsidiariteit de douanebeambte dit kan toepassen. Voor de letters D en E behoeft toestemming van de Algemeen Directeur Douane of een door haar aangewezen ambtenaar.
Voor letter E geldt dat dit (schouwen van het onderlichaam) enkel mag worden gedaan door een arts of verpleegkundige. Zij mogen beiden niet schouwen in het lichaam. Bij sterke vermoedens is er sprake van een redelijk vermoeden van schuld aan enig strafbaar feit en kan via de Officier van justitie worden overgegaan tot onderzoek in het lichaam (zie strafvordering).

## Wijze van fouilleren
Fouilleren kan handmatig gebeuren of door middel van een scanapparaat. Sinds 15 mei 2007 heeft Schiphol een securityscan ter beschikking. Hiermee was Schiphol het eerste vliegveld ter wereld dat met behulp van dit apparaat passagiers kon fouilleren. De scan werd het voorgaande jaar al gebruikt voor het vliegend personeel.
De scan maakt met de weerkaatsing van golven op de huid een beeld van de contouren van het lichaam. De douane kan zo volgens de luchthaven in één oogopslag zien of iemand verboden voorwerpen bij zich heeft. Het is niet langer nodig om iemand te fouilleren, dit bespaart veel tijd. De scan kan echter niet 'in' het lichaam kijken, zoals bij een bodyscan.